# Adrien Nyel
Adrian Nyel (1621-1687) est un éducateur français, inspirateur de saint Jean-Baptiste de La Salle. 

## Biographie
Originaire du diocèse de Laon et avocat de profession, il est nommé en 1656 par Pierre Lambert de La Motte, comme responsable du Bureau des pauvres valides (Hospice) de Rouen.  C'est le premier exemple de décléricalisation de l'enseignement charitable en France. Adrien Nyel y lance l'éducation des pauvres aidé de professeurs faiblement payés. C'est l'un des premiers éléments de l'assistance publique.
En 1679, il est appelé par une riche veuve, Madame de Maillefer, afin d'établir une école pour les pauvres à Reims. Une fois à Reims, il demande aux Dames de Saint-Maur, congrégation qui s'occupe d'orphelins et qui se consacre aux filles pauvres de venir pour l'aider dans son projet.
Alors que Jean-Baptiste de La Salle visite le couvent il est présenté par la supérieure auprès d'Adrian Nyel qui lui présente son projet. Cette rencontre marque profondément Jean-Baptiste de La Salle. Comme il voit l'opposition de la ville de Reims à la présence d'une deuxième école pour les pauvres, il invite Adrian ainsi que son assistant de quatorze ans qui le suit, afin de voir s'ils pouvaient collaborer.  Pendant près de deux semaines, Jean-Baptiste de La Salle pensa que l'école devait être rattachée à une paroisse, conformément aux instructions du concile de Trente qui permettait aux paroisses de faire de l'instruction dans les paroisses sans autorisation du diocèse ou autorisation de la part de la ville. Très vite, Adrian Nyel rassembla autour de lui un groupe de professeurs afin d'enseigner en association avec la paroisse conformément aux objectifs de Jean-Baptiste.
Après quelques mois de fonctionnement, la riche veuve demande d'établir une deuxième école sur le modèle déjà fait. Il est d'accord mais la veuve demande des garanties que son argent soit bien utilisé sans détournement. Jean-Baptiste de La Salle garantit l'usage de l'argent et affirme son soutien à l'établissement de l'école.
Adrian Nyel fonde d'autres écoles, même s'il ne parvient pas forcément à les gérer ou à les maintenir. Néanmoins, il a une grande influence sur Jean-Baptiste de La Salle qui fonde un ordre religieux deux ans après sa rencontre en 1681 :  les Frères des Écoles chrétiennes. Cet ordre est consacré à l'éducation des jeunes. Jean-Baptiste s'inspire en grande partie des méthodes d'Adrian Nyel, et devient l'un des leaders de l'innovation éducative. 
Adrian Nyel retourne à Rouen, où il continue la charge initialement donnée par Pierre Lambert de La Motte.

## Source
- (en) Cet article est partiellement ou en totalité issu de l’article de Wikipédia en anglais intitulé « Adrian Nyel » (voir la liste des auteurs).